# Christiana Morgan
Christiana Drummond Morgan (nacida Christiana Drummond Councilman; Boston, Massachusetts, 6 de octubre de 1897-Denis Bay, St. John, Islas Vírgenes, 14 de marzo de 1967) fue una psicoanalista lega, artista y codirectora de la prestigiosa Clínica Psicológica de Harvard. Es conocida por ser coautora del Test de apercepción temática, una de las pruebas psicológicas proyectivas más utilizadas.
Morgan desempeñó un papel crucial, aunque a menudo ignorado, en el desarrollo de la psicología del siglo XX, en particular gracias a su colaboración con Carl Gustav Jung y su trabajo pionero en la psicología analítica y feminista. Sus contribuciones cobraron un renovado reconocimiento con la biografía de Claire Douglas, Translate this Darkness: The Life of Christiana Morgan, the Veiled Woman in Jung's Circle, publicada en 1993, y el consiguiente interés académico.

## Biografía

### Primeros años
Christiana Drummond Councilman nació en Boston, Massachusetts, el 6 de octubre de 1897. Creció en una familia de la élite bostoniana. Su padre, William Thomas Councilman, fue Profesor Shattuck de Anatomía Patológica en la Facultad de Medicina de Harvard, y su madre, Isabella, una figura destacada de la sociedad bostoniana. Christiana asistió a la Escuela para chicas Miss Winsor en Boston de 1908 a 1914 y posteriormente a un internado en Farmington, Connecticut.
En 1917, Christiana conoció a William Otho Potwin Morgan, quien se alistó para luchar en la Primera Guerra Mundial. Durante la guerra, se formó como auxiliar de enfermería en la YWCA de la ciudad de Nueva York y prestó servicio durante la pandemia de gripe de 1918. La pareja se casó en 1919 y Christiana dio a luz a su único hijo, Peter Councilman Morgan, en 1920. Miembro del Club Introvertido/Extravertido de Nueva York en la década de 1920, viajó a Zúrich para consultar a Carl Gustav Jung. De 1921 a 1924, Morgan estudió arte en la Liga de Estudiantes de Arte de Nueva York, donde desarrolló sus habilidades en pintura, talla de madera y escultura.

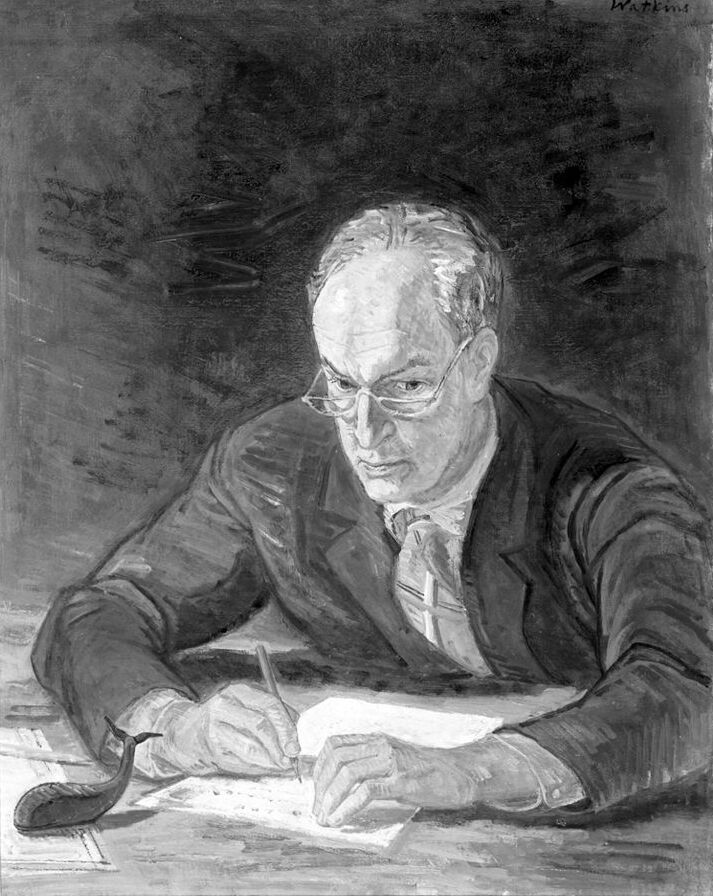
Pintura de Henry Alexander Murray por Franklin Chenault Watkins.

En 1923, conoció y se enamoró de Henry (Harry) Murray, entonces bioquímico de la Universidad Rockefeller de Nueva York y posteriormente profesor de psicología en la Universidad de Harvard. Murray llevaba siete años casado y no quería separarse de su esposa. Como Murray atravesaba un grave conflicto, Morgan le aconsejó que visitara a Jung. En 1927, visitaron a este en Zúrich y, siguiendo su consejo, se convirtieron en amantes «para liberar su inconsciente y su creatividad».
A pesar de las limitaciones sociales que impedían la educación de las mujeres en aquel entonces, Morgan se formó de forma autodidacta y posteriormente se desempeñó como codirectora, investigadora y analista en la Clínica Psicológica de Harvard. Al principio de su carrera, trabajó como enfermera voluntaria durante la Primera Guerra Mundial y la pandemia de 1918, experiencias que influyeron profundamente en su trabajo posterior en psicología.

### Visiones y trabajo con Carl Gustav Jung

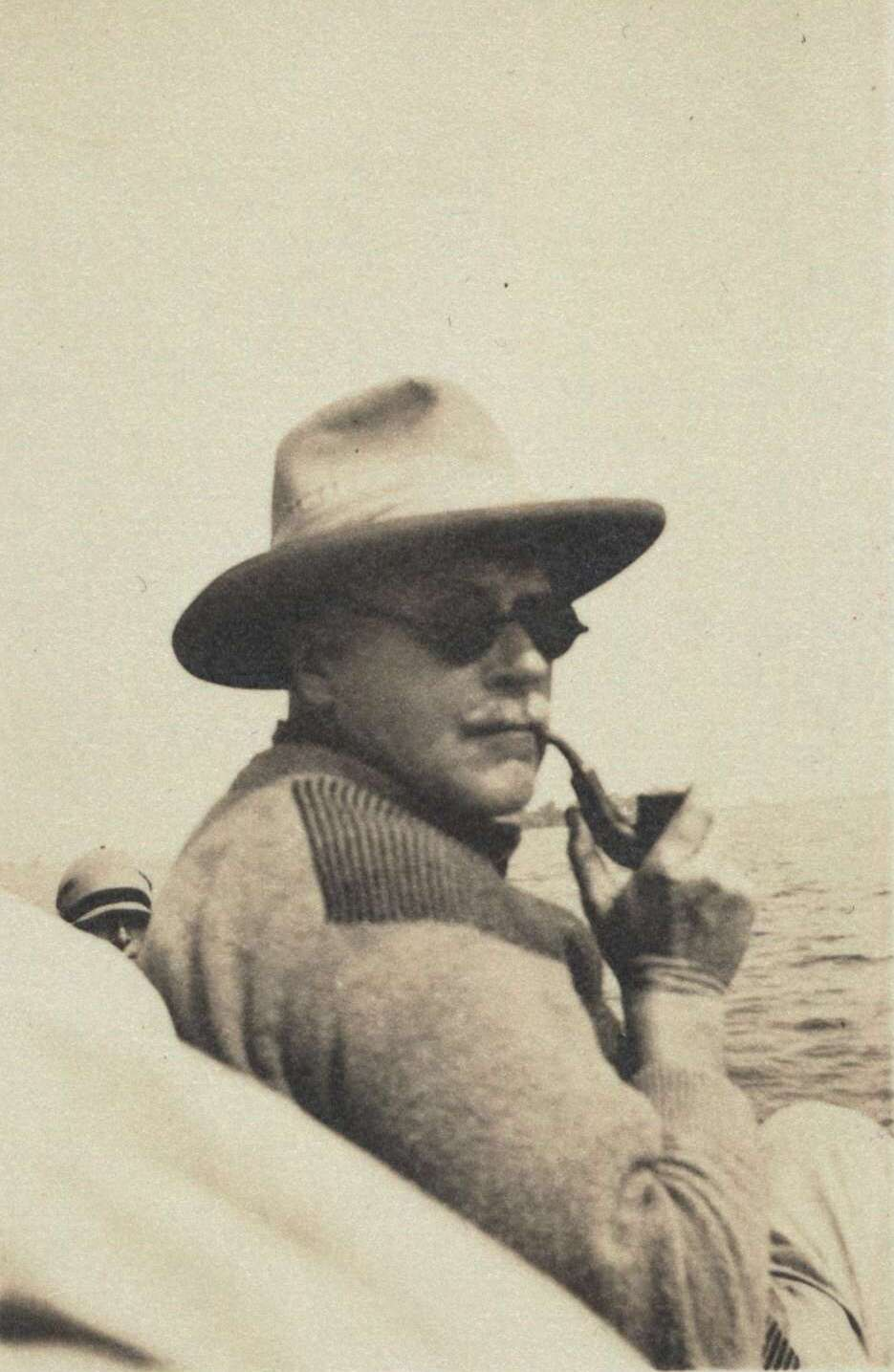
Jung en 1921.

El trabajo de Morgan con Carl Gustav Jung fue crucial tanto en su vida como en el desarrollo de la psicología analítica. En 1926, viajó a Zúrich para recibir análisis de Jung, donde aprendió a acceder a su inconsciente a través de la imaginación activa. Su vibrante mundo interior se manifestó en visiones arquetípicas, que tradujo en dibujos que narraban sus encuentros arquetípicos en su búsqueda de la integración psicológica. A lo largo de nueve meses, produjo cientos de estas visiones, que Jung utilizó ampliamente en su Seminario de visiones de 1930 a 1934. Jung la consideraba una «mujer pionera» y una manifestación de la feminidad perfecta (une femme inspiratrice), así como una fuente crucial de material para sus teorías sobre las bases arquetípicas del inconsciente.
Las visiones de Morgan y su trabajo con Jung proporcionaron un importante marco metodológico y conceptual para explorar el inconsciente femenino. Sus contribuciones fueron fundamentales para el desarrollo de las teorías de Jung, en particular respecto del ánima y el uso de la imaginación activa en terapia. A pesar de la admiración de Jung, este tuvo dificultades para entender cómo una mujer de su tiempo podía ser la principal fuerza creativa y llegó a considerar su papel como el de una musa para hombres poderosos, una percepción que eclipsó sus sustanciales contribuciones intelectuales.

### Clínica Psicológica de Harvard y el Test de Apercepción Temática
A su regreso a Estados Unidos en 1926, Morgan se unió a Henry (Harry) Murray en la Clínica Psicológica de Harvard. Juntos, codirigieron la clínica —tras el fallecimiento de Morton Prince—, contribuyendo a consolidarla como una institución clave en la psicología estadounidense del siglo XX. En 1934, su colaboración dio origen al Test de apercepción temática, una prueba proyectiva que sigue utilizándose ampliamente en la actualidad.
La prueba consiste en mostrar una serie de imágenes a una persona a quien se le pide que invente una historia sobre cada una de ellas. En sus inicios, se incluyeron muchos de los dibujos de Morgan. Fue la primera autora, junto con Henry (Harry) Murray, en la primera publicación de la prueba, y hasta 1941 la prueba se conocía como el "Test de Apercepción Temática Morgan-Murray". Cuando la versión actual de la prueba fue publicada por Harvard University Press en 1943, la autoría se atribuyó únicamente a «Henry A. Murray, M.D., y al personal de la Clínica Psicológica de Harvard». A medida que se desarrolló, se eliminaron las imágenes de Morgan, así como su coautoría, y sus contribuciones fueron prácticamente olvidadas. Murray declaró en 1985: «Morgan solicitó que se eliminara su nombre como autora principal del TAT de 1943/1971 porque no le gustaba la obligación de dar respuestas académicas».
Morgan administró una de las primeras versiones de la prueba a uno de los primeros pacientes anoréxicos diagnosticados en Boston.[cita requerida]
En la clínica, Morgan y Murray llevaron a cabo investigaciones pioneras sobre la personalidad y la imaginación, influyendo en generaciones de psicólogos. A pesar de que su nombre fue borrado del Test de Apercepción Temática, el impacto de Morgan en el campo de la psicología profunda y su papel en la formación de la psicología feminista son innegables. Su principal biógrafa, la Dra. Claire Douglas, destacó la visión de Morgan de un yo femenino que desafiaba las definiciones inventadas por los hombres, contribuyendo a una tercera fuerza en la psicología que conectó los enfoques freudiano y conductista.

### La Torre del pantano
Inspirada por la Torre de Bollingen de Jung, Morgan construyó "La Torre del pantano" en Newbury, Massachusetts, como un lugar de retiro para su arte e investigación psicológica. Construida con la ayuda del carpintero local Kenneth Knight, la torre se convirtió en una representación simbólica del proceso de individuación de Morgan. Repleta de sus tallas, pinturas y vidrieras, la torre encarna su exploración del inconsciente y su relación intelectual y sexual con Henry (Harry) Murray.
La torre sirvió como un espacio para la meditación, la creatividad y el estudio de la transformación psicológica. Su construcción y decoración fueron profundamente personales, reflejando las búsquedas espirituales e intelectuales de Morgan.
La presentación del documental Torre de los sueños, que explora la vida y legado de Christiana Morgan, realizado por Hilary Morgan, cineasta y nieta de Christiana, se llevó a cabo inicialmente en el Congreso de la International Association for Analytical Psychology (IAAP) de 2022 en Buenos Aires, recibiendo el Premio Mercurius; posteriormente, se presentó el 21 de septiembre de 2024 en Phoenix Friends of C. G. Jung; ya en 2025, el 1 de mayo se exhibió en la IRSJA Interregional Conference, y el 20 del  mismo mes en el Edificio Educativo Saint Leo de Tampa, evento organizado por la Biblioteca C.G. Jung de Tampa Bay. También fue presentado el 26 de junio en el C.G. Jung-Institut Zürich.

### Fallecimiento
Morgan se ahogó a los 69 años mientras estaba de vacaciones con su esposo, el Dr. Henry Murray, en Denis Bay, Saint John, Islas Vírgenes de los Estados Unidos, el 14 de marzo de 1967. Debido a los relatos contradictorios de Murray, las circunstancias de su muerte siguen sin estar claras, y algunos sugieren que pudo haber sido un suicidio.

## Legado

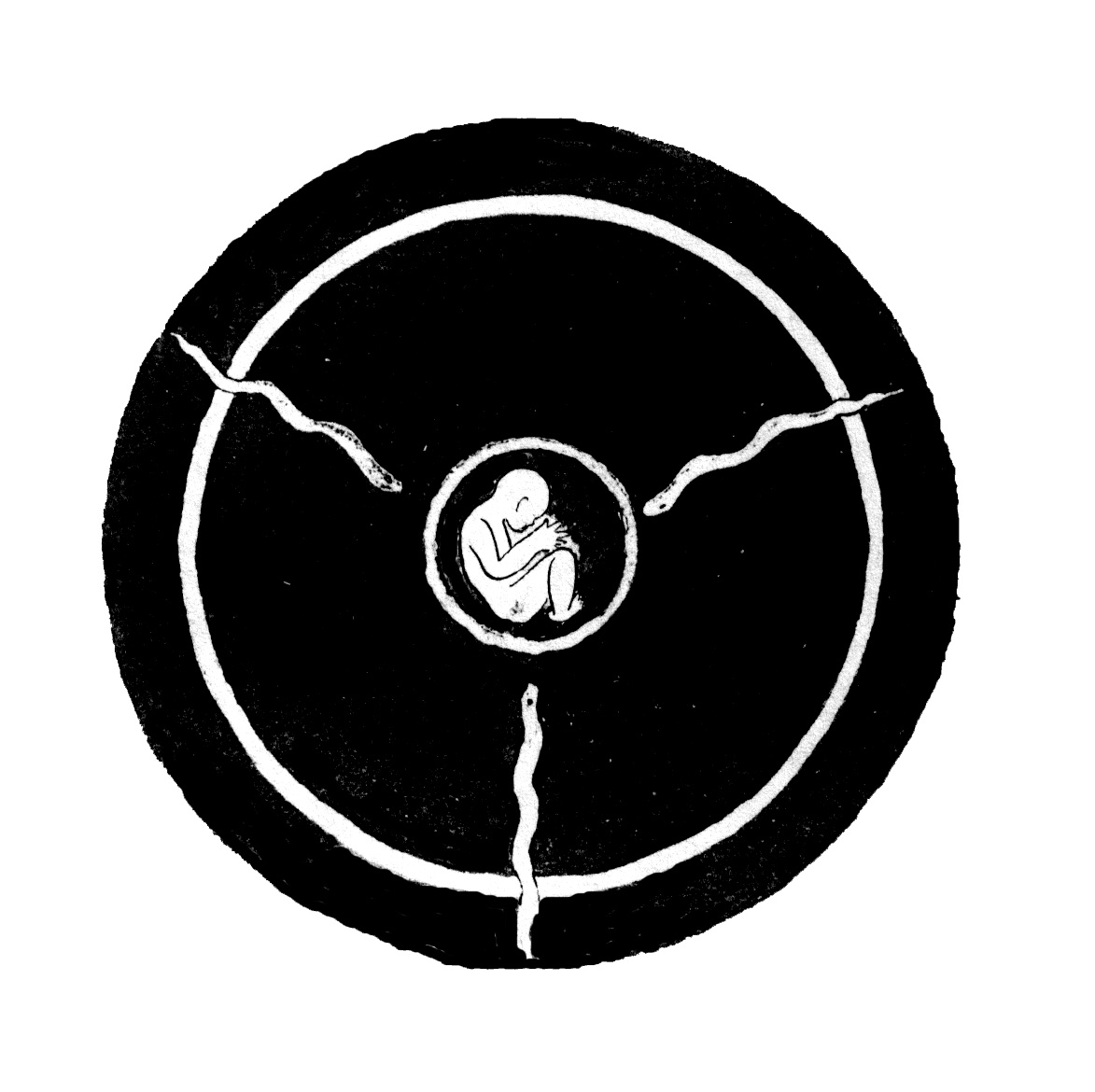
Ilustración incluida en el seminario de Jung Visiones.

El nombre de Christiana Morgan no es muy conocido, pero su influencia en el campo de la psicología es inmensa. Se la considera una de las fundadoras de la psicología estadounidense durante sus décadas en la Clínica Psicológica de Harvard (con Henry Murray), y la mente detrás del Test de apercepción temática, de uso común —una de las pruebas psicológicas proyectivas más utilizadas hasta la fecha—, así como en el ámbito académico de la psicología analítica, siendo la única sujeto del Seminario de visiones de Carl Gustav Jung, que duró cuatro años. Sin embargo, su nombre ha sido eliminado de la autoría del test psicológico y nunca fue mencionada en las conferencias originales de Jung. Como investigadora de su época, Christiana ha sido conocida con frecuencia como "anónima" o su obra ha desaparecido por completo y se ha atribuido al nombre de un colega masculino.
El centro de la obra, la inteligencia y el arte de Christiana es su obra magna: la Torre del pantano en Massachusetts. Allí se pueden encontrar no sólo sus libros, sino la expresión simbólica de su creatividad y vida interior, desde intrincadas y complejas tallas de madera hasta vitrales y mandalas pintados a mano.

## Literatura
El mexicano Jorge Volpi escribió un libro sobre Christiana y su relación con Murray, La tejedora de sombras, que ganó en 2012 el Premio Planeta-Casa de América.